# Kruno Prijatelj
Kruno Prijatelj (Split, 1922. – Split, 1998.), hrvatski povjesničar umjetnosti i sveučilišni profesor. 
Svojim predanim radom otkrio je mnoge dotad anonimne umjetnike, riješio mnogobrojna atribucijska pitanja za brojne umjetnine na istočnoj obali Jadrana. U svom vremenu bio je neosporno najbolji poznavatelj baroka u Dalmaciji, pa su ga i zvali - Prijateljem od baroka.

## Životopis
Studirao je u burnim vremenima Drugog svjetskog rata; krenuo sa studijem Povijesti umjetnosti u Zagrebu, nastavio u Rimu, odakle se vratio u Zagreb, gdje je diplomirao (1946.). U Zagrebu je i doktorirao 1947. godine s radom Barok u Splitu.
Od (1950. – 1979.) radi kao direktor Galerije umjetnina Split (1950. – 1979.), to su godine njegova najplodnijeg stvaralaštva, i najvećih doprinosa hrvatskoj povijesti umjetnosti. Njegovo hrabro otkriće slikarskog opusa Blaža Jurjeva,(slikara putnika), s razbacanim opusom od Zadra, Trogira, Splita do Dubrovnika, antologijski je primjer samozatajnog znanstvenog rada.
Bavio se je i pedagoškim radom, od 1972. godine radi kao honorarni profesor umjetnosti novoga vijeka na Sveučilištu u Zagrebu. Od 1979. godine do umirovljenja 1991. godine je redovni profesor na zadarskom Filozofskom fakultetu.
1968. je godine postao dopisnim članom HAZU, razreda za likovne umjetnosti. 1973. je došao do statusa dopisnog člana, a lipnja 1983. godine postao je redovnim članom HAZU.

## Vanjske poveznice
- HAZU  Arhivirana inačica izvorne stranice od 26. svibnja 2010. (Wayback Machine) Preminuli članovi